# Régiment de La Reine
Pour les articles homonymes, voir Régiment de La Reine (homonymie).
Le régiment de la Reine est un régiment d'infanterie du royaume de France, créé en 1634 sous le nom de « régiment de Boyons ». Il est renommé, sous la Révolution, 41e régiment d’infanterie de ligne.

## Création et différentes dénominations
- 3 octobre 1634 : création du régiment de Boyons
- 15 novembre 1638 : renommé régiment d'Huxelles
- 11 février 1659 : renommé régiment de Mazarin-Français
- 12 mars 1661 : renommé régiment de la Reine
- 1er janvier 1791 : renommé 41e régiment d'infanterie de ligne

## Mestres de camp et colonels
- 3 octobre 1634 : N. de Boyons
- 15 novembre 1638 : Louis Châlons du Blé, marquis d'Huxelles[1]
- 11 février 1659 : Charles de Moy, marquis de Riberpré[2]
- 18 juin 1662 : Armand François Le Bouteiller de Senlis, marquis de Moussy[3]
- 30 janvier 1675 : Pierre de Pierrien, marquis de Crénant
- mai 1688 : Michel François Le Tellier, marquis de Courtenvaux
- mars 1691 : René de Froulay, comte de Tessé
- 20 mars 1693 : Louis d'Ornaison, comte de Chamarande[4]
- 19 janvier 1702 : N. d'Ornaison, marquis de Buzançois
- 27 octobre 1706 : Louis Pierre Maximilien de Sully, duc de Béthune
- 28 avril 1711 : Daniel François de Gelas de Voisins de Lautrec, chevalier d'Ambres
- 21 août 1737 : René Marie de Froulay, comte de Tessé [5]
- 19 septembre 1742 : René Marie de Froulay, marquis de Tessé
- 12 août 1746 : Charles, marquis de Gouy d'Arcy
- 10 février 1759 : Anne Emmanuel François George, marquis de Crussol d'Amboise[6]
- 1er décembre 1762 : Charles François Casimir de Saulx, comte de Tavannes[7]
- 11 juin 1774 : Charles Dominique Sulpice de Saulx, vicomte de Tavannes[8]
- 25 juillet 1791 : Marc de Carbonnié
- 27 mai 1792 : Guillaume de La Grange de Verges

## Historique des garnisons, combats et batailles du régiment

### Régiment de Boyons (1634-1638)
Ce corps, qui devait parcourir une belle carrière, a une origine très obscure est cité par Pinard, dans sa Chronologie militaire, en transcrivant l'état des services du marquis d'Huxelles, qui indique qu'il avait été pourvu, le 15 novembre 1638, d'un régiment d'infanterie vacant par la mort du sieur de Boyons. 
La Gazette de France cite ce corps également en 1638. Louis Susane indique que comme le rang que le « régiment de la Reine » a occupé après le régiment de Soissonnais,  qui avait été levé le 3 février 1630, et avant le régiment de Limousin, créé le 20 mars 1635, que M. de Boyons a dû obtenir sa commission au plus tard dans les trois premiers mois de 1635. Louis Susane fixe la date de création du « régiment de Boyons » au 3 octobre 1634.
La première fois que l'on rencontre le « régiment de Boyons », ce corps est en garnison à Nancy. Cette ville avait ouvert ses portes à Louis XIII en septembre 1633, et, en raison de son importance, elle avait reçu une garnison composée de détachements des vieux corps. Ces détachements quittèrent successivement Nancy en 1634 pour participer avec leurs régiments aux opérations qui marquèrent cette campagne. Ils furent remplacés à Nancy par des régiments de nouvelle levée, créés par ordonnance du 3 octobre 1634 et Louis Susane suppose que le « régiment de Boyons » fait partie de ces régiments nouveaux.

#### Guerre de Trente Ans
Ce n'est toutefois qu'au mois d'avril 1638, durant la guerre de Trente Ans, qu'il est fait mention par la Gazette de France, du « régiment de Boyons » quand Jean de Werth, fait prisonnier à la bataille de Rheinfelden par le duc de Saxe Weymar, est envoyé en France et dirigé sur Paris, escorté de 400 mousquetaires de Boyons, commandés par le lieutenant-colonel de Palleville, qui lui servirent d'escorte de Nancy à Vitry-le-François. Au mois de juillet 1638, le régiment sert, avec le vicomte de Turenne, au siège de Remiremont, ou M. de Boyons y est mortellement blessé. Le corps se rend ensuite à l'armée du duc de Saxe-Weymar et se trouve, le 16 août, à la bataille de Rheinau. Le 15 novembre 1638 , il devient la propriété du marquis d'Huxelles.

### Régiment d'Huxelles (1638-1659)

#### Guerre de Trente Ans
En 1639, le « régiment d'Huxelles » sert en Lorraine et se distingue à la prise de Morhange et à celle du château de Moyen, où 200 hommes sont laissés en garnison, le 6 septembre 1639. 
Il passe encore l'année 1640 en Lorraine puis, en 1641, il fait partie de l'armée de Champagne, qui est battue à la Marfée, près de Sedan. 
En 1642, il arrive en Roussillon et l'année suivante, il contribue à faire lever par les Espagnols les sièges de Mirabel, de Flix et de Cap de Creus. Il prend ses quartiers d'hiver à Lérida, et y est assiégé dès le début de la campagne de 1644. Quand le maréchal de La Mothe-Houdancourt vint, le 15 mars 1644, attaquer les lignes espagnoles, il sort de la place et combat avec un tel acharnement que le soir il ne comptait plus sous ses drapeaux que 18 officiers et 442 soldats. Obligé d'évacuer Lérida, il rallie l'armée et, au mois de juin, il s'empare seul de la ville et du château de Castillon, dont la garnison incommodait nos fourrageurs. La ville fut emportée, et le château, défendu par 200 hommes du régiment de don Esteban de Mascarenhas, se rendit cinq jours après. Pendant le siège de Tarragone, le régiment d'Huxelles est laissé en observation à Balaguer pour veiller de ce côté sur les mouvements de l'ennemi. 
Le 7 avril 1645, il ouvre la tranchée devant Roses et le 5 mai, il attaque les retranchements du glacis. Le 10 mai, il se loge sur la contrescarpe et le 14 mai, il contribue à repousser une grande sortie. Le 27, il se trouve à la tête du grand assaut qui amène le lendemain la capitulation de la place. Durant ce siège, le marquis d'Huxelles reçoit une balle dans son pourpoint.
Au mois de mai 1646, le régiment d'Huxelles, désigné pour l'expédition des présides d'Italie, et s'embarque près de Gênes, avec le prince Thomas de Savoie. Il assiste, le 14 mai, à l'ouverture de la tranchée devant Orbitello, et prend part à la défaite d'un corps napolitain qui voulait se jeter dans la place . Ce siège ayant été levé, le régiment revient en Piémont, et il se rembarque au mois de septembre pour les sièges de Piombino et de Portolongone. 
De retour en Piémont, en juin 1647, le régiment d'Huxelles rallie l'armée d'Italie à Ponte di Stura, et se trouve, le 28 décembre, au combat de Cividale, près de Bozzolo.
En 1648, il prend part au combat de Casalmaggiore et à la bataille de Crémone. A la fin de cette année, il prend ses quartiers d'hiver dans le Dauphiné.

#### Guerre franco-espagnole
Il rentre en juin 1649 dans le Montferrat, et peu de temps en après, il est rappelé en France en raison des troubles de la Fronde et par la nécessité de défendre la frontière du Nord contre les Espagnols. Le régiment d'Huxelles rejoint donc l'armée du comte d'Harcourt et prend part aux sièges de Cambrai et de Condé. 
Il se trouve à Dijon en février 1650, et il est employé à la pacification de la Bourgogne, soulevée à la nouvelle de l'arrestation du prince de Condé. Il sert au siège de Bellegarde-sur-la-Saône,, et après la prise de cette place, il repasse en Piémont. 
Il est rappelé en Bourgogne en janvier 1651. A la fin de cette campagne, il vient sur la Loire, et au commencement de 1652, il garde le pont de Gergeau. Plus tard, il combat vigoureusement avec Turenne à Étampes et au faubourg Saint-Antoine. Dans cette célèbre journée, il était à l'aile gauche, près de la Seine, avec le régiment de Carignan. Malgré la mort des deux lieutenants-colonels qui commandaient ces corps dès les premiers coups de mousquet, les soldats marchèrent sans hésitation sur les murs de jardins à l'abri desquels l'ennemi les fusillait, et engagèrent avec lui un combat corps à corps. Jetant bas leurs mousquets de venus inutiles, ils démolirent ces murs de leurs mains, se servant des pierres pour tenir leurs adversaires à distance, et après plusieurs heures de travail et de lutte, finirent par chasser les troupes de Condé de tous les jardins de la rue de Charenton.
À la fin de cette campagne, le régiment d'Huxelles retourne en Bourgogne, et il recommence, au mois de mai 1653, le siège de Bellegarde-sur-la-Saône, de nouveau révoltée, qui était cette fois défendue par le comte de Boutteville, pendant la Fronde des Princes,. La réduction de Bellegarde-sur-Saône est particulièrement due aux efforts du régiment d'Huxelles, et la place capitula le 6 juin, sous ses drapeaux. Le régiment resta quelque temps à Bellegarde-sur-Saône pour en démolir les fortifications, puis il se rendit ensuite à l'armée de Champagne et fit les sièges de Rethel, de Mouzon et de Sainte-Ménehould. Il ouvre la tranchée le 31 octobre devant Sainte-Menehould, du côté de la porte des Bois, et il emporte, le 23 novembre, avec les Gardes françaises, une demi-lune.
En février 1654, le régiment d'Huxelles suit le maréchal de La Ferté au siège de Belfort. Il passe ensuite en Picardie, ou il contribue à la défaite des Espagnols devant Arras, et arrive, le 25 octobre, devant Clermont-en-Argonne, qui est immédiatement assiégée, attaque le fort de l'Église, et occupe la ville le 23 novembre. 
En 1655, il fait le siège de Landrecies, puis celui de Condé. Le 17 août, il se rend maître, avec le régiment d'Espagny, d'une demi-lune de Condé et s'y loge. Condé capitule le lendemain avant que le régiment ne soit relevé. Celui-ci assiste encore cette année à la prise de Saint-Ghislain. 
L'année suivante, il se trouve au malheureux siège de Valenciennes, puis il prend sa revanche en contribuant à forcer les Espagnols de lever celui de Saint-Ghislain. 
En 1657, il est au siège de Montmédy, et il y repousse une sortie. 
En 1658, il participe au siège de Dunkerque et demeure dans les lignes pendant la bataille des Dunes. Il est ensuite au siège de Gravelines, où son mestre de camp, le marquis d'Huxelles, reçoit le 8 août, une blessure dont il meurt cinq jours après.

### Régiment de Mazarin-Français (1659-1661)

#### Guerre franco-espagnole
Comme le régiment était bon, le cardinal Mazarin le prit pour lui, et, quand la paix fut assurée, il y incorpora, par ordre du 11 février 1659, un des nombreux régiments qu'il possédait déjà (régiment de Riberpré) et qui était commandé par Charles de Moy, marquis de Riberpré. Le corps ainsi complété prit le titre de « régiment de Mazarin-Français » et eut pour colonel-lieutenant Charles de Moy, marquis de Riberpré. 
Après la mort du cardinal, le 9 mars 1661, le régiment, par brevet du 12 mars 1661, est mis sous le nom de « régiment de La Reine », restant depuis cette date toujours la propriété de la reine de France, qui en était colonelle.

### Régiment de La Reine (1661-1791)
C'est aussi en 1661 que le régiment de Limousin (1650-1661), levé en 1650, est incorporé  dans le « régiment de La Reine ».
En 1662, le commandement du « régiment de La Reine » est donné à Armand François Le Bouteiller de Senlis, marquis de Moussy.

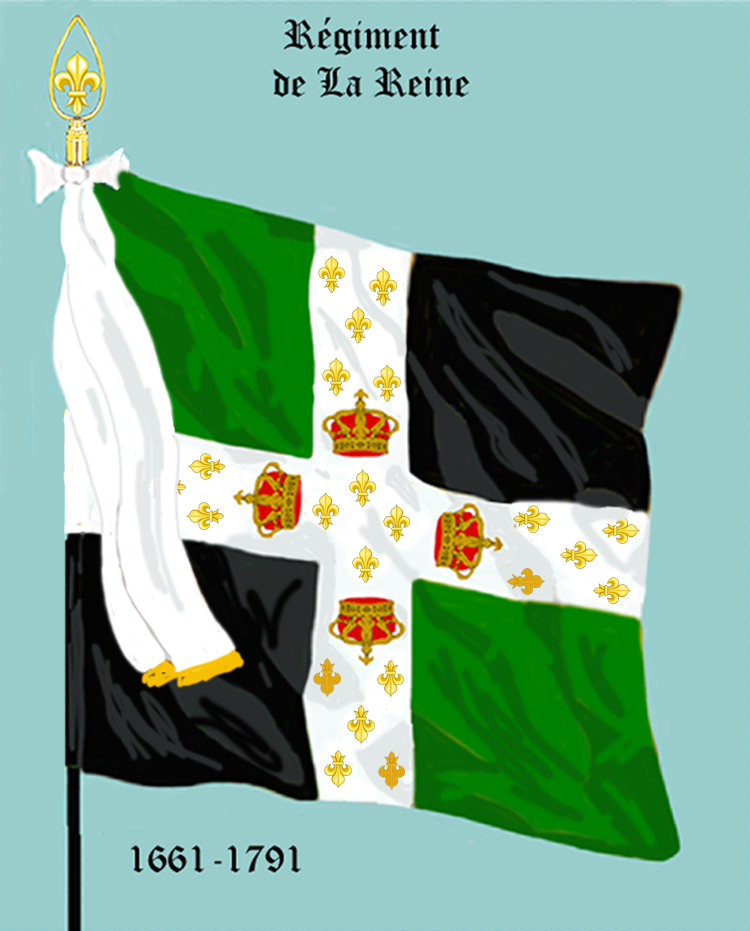
de 1661 à 1791
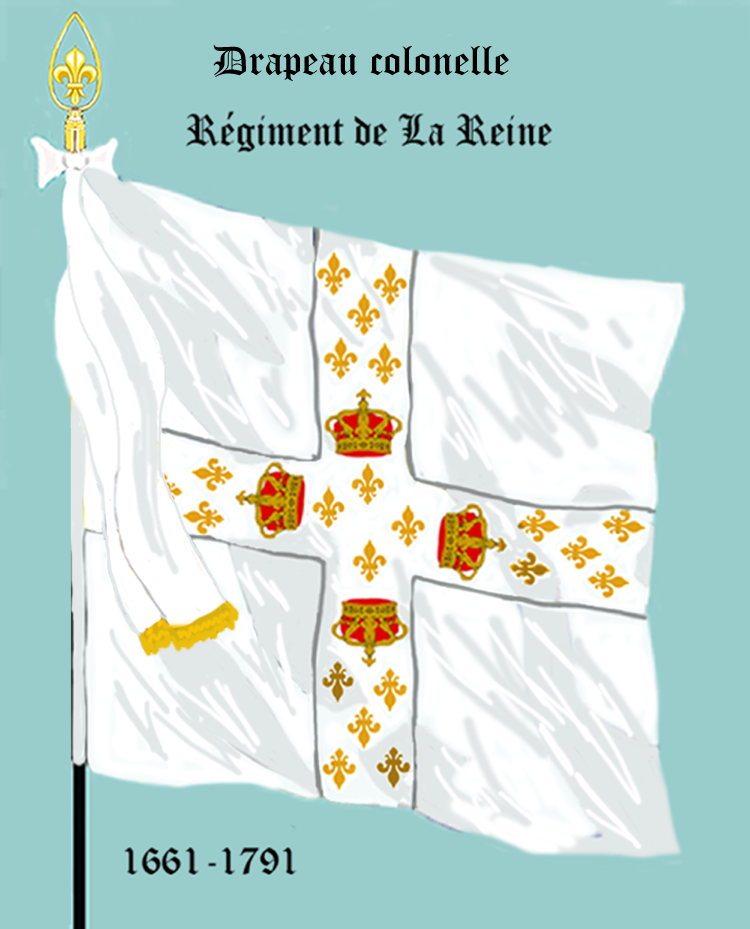
drapeau colonel

Le régiment de la Reine portera, jusqu'en 1776, un costume ainsi composé : habit et culotte blancs ou gris blanc ; collet et parements rouges ; veste bleue ; pattes de poche en écusson ; boutons blancs ; 8 boutons sur chaque poche, 4 de chaque côté de l'écusson ; 3 boutons sur les manches ; chapeau bordé d'argent.
En 1776, le corps eut le collet bleu de roi, les revers et parements rouges, et les boutons blancs.

#### Guerre de Dévolution
On trouve ce corps en mars 1666 au camp de Mouchy, et en 1667, lorsque la guerre commença avec l'Espagne, il fit partie des troupes, placées sous les ordres du maréchal d'Aumont, qui s'emparèrent de Bergues le 6 juin, et de Furnes le 12 juin ou 12 compagnies sont laissées en garnison. Les autres compagnies contribuèrent en 1668 à la soumission de la Franche-Comté.

#### Guerre de Hollande

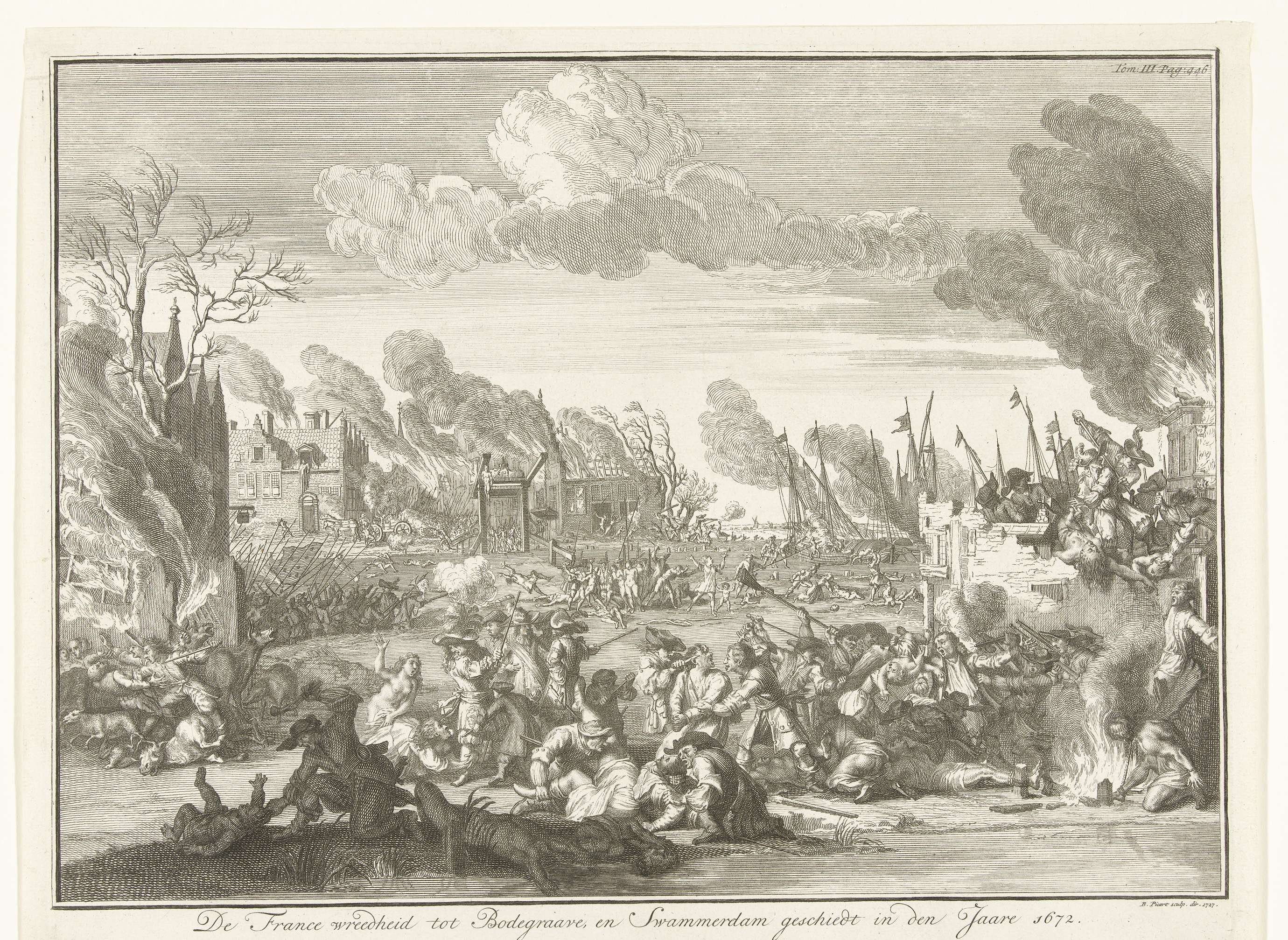
Massacre de Bodegraven par les troupes françaises vers le 28-30 décembre 1672.

Le régiment de La Reine a fait la campagne de 1672 sous le commandement de Philippe duc d'Orléans. Il se distingue au siège de Zutphen, qui capitule, 24 juin, sous ses drapeaux. Il assiste aux prises de Deventer, d'Utrecht et de l'île de Bommel, et est mis en garnison à Utrecht. Le 26 novembre, 900 hommes de la garnison hollandaise d'Oudewater étant sortis pour en lever des fourrages, le régiment marche contre eux, les met dans une déroute complète et fait 400 prisonniers. À la fin de décembre, il fait partie de l'expédition du maréchal de Luxembourg en Hollande, et il participe à la destruction de Bodegraven et de Zwammerdam.
À la fin de mai 1673, quelques compagnies se trouvaient détachées à la garde du fort de Warth : 500 Hollandais, habillés à la suisse, s'approchent du fort et au qui-vive, ils répondent a France », disant qu'ils étaient des Suisses envoyés pour renforcer la garnison. N'ajoutant point foi à leurs paroles, le régiment répond par quelques volées de canon qui les dispersent. Quelques jours après, le régiment évacue Utrecht et s'établit à Muiderberg.
En 1674, le régiment de La Reine fait partie de l'armée du prince de Condé et se trouve à la sanglante bataille de Seneffe, où il combat avec le régiment de Navarre. Il passe le ruisseau du Piéton et attaque le village et l'église de Seneff, où l'infanterie d'Espagne et les Gardes du prince d'Orange sont écrasés. Poursuivant l'ennemi de haie en haie, il livre un second combat contre les troupes retranchées dans le village de Fayt-lez-Manage et les disperse. Après cette journée, il contribue à la levée du siège d'Audenarde, que le prince d'Orange, Guillaume, avait entrepris pour dissimuler sa défaite. 
En 1675, il rejoint Turenne en Alsace et prend une grande part au succès de la rencontre de Turckheim. Le régiment de La Reine fut un des quatre régiments qui, franchissant à l'extrême gauche la rivière de Fecht, tombèrent sur le flanc des Impériaux et achevèrent leur déroute. Toutefois durant ce dernier combat, sont colonel-lieutenant Armand François Le Bouteiller de Senlis, marquis de Moussy est tué.

Le régiment est alors donné à Pierre de Pierrien, marquis de Crénant et celui-ci suivit Turenne dans sa savante manœuvre contre Montecuculli, et après la mort du maréchal de Turenne, le régiment combat encore à Altenheim , et passe à l'armée de la Meuse. Il contribue, alors aux prises de Dinant, d'Huy et de Limbourg, et termine la campagne en Alsace avec le maréchal de Luxembourg, qui fait lever les sièges d’Haguenau et de Saverne.
En 1676, le régiment de La Reine fait partie de l'armée du roi et sert au siège de Condé, couvre celui de Bouchain et arrive devant Aire. Le 30 juillet, malgré une vive résistance des assiégés, il se loge sur le chemin couvert du corps de place, qui capitule aussitôt.
En mars 1677, il est au siège de Valenciennes, puis à celui de Cambrai, qu'il quitte le 1er avril pour se rendre devant Saint-Omer. Il se trouve ainsi à la bataille de Cassel ou il est à la droite de la première ligne, à côté du régiment de Navarre, puis il retourne devant Saint-Omer et prend part aux travaux du siège. 
La campagne de 1678 ne fut pas moins glorieuse pour le corps. Il fait les sièges de Gand et d'Ypres, puis à la bataille de Saint-Denis, il se trouve avec le régiment du Roi, à la défense et à la reprise du défilé. 
Il fait la campagne de 1679 en Allemagne.

#### Guerre des Réunions
On le retrouve en mai 1684, dans le cadre de la guerre des Réunions, devant Luxembourg. Dans ce siège meurtrier, où il monta plusieurs gardes de tranchée avec le régiment de La Marine, il est tellement favorisé par le sort qu'il n'eut aucun officier atteint par le feu de l'ennemi, et que ce fut sous ses drapeaux que le prince de Chimay, Ernest Alexandre Dominique d'Arenberg (it), se décide le 31 mai, à battre la chamade. Le régiment de La Reine s'était surtout distingué le 12 mai à la prise de l'église du faubourg de Grump.

#### Guerre de la Ligue d'Augsbourg
En 1688, dans le cadre de la guerre de la Ligue d'Augsbourg, le régiment est à l'armée du Rhin. Il fait le siège de Philippsbourg, contribue à la prise de Manheim, de Frankenthal et de Mayence, et prend ses quartiers d'hiver à Heidelberg. 
Le 31 janvier 1689, il met dans une complète déroute 600 Hessois qui faisaient des courses jusqu'aux faubourgs de cette ville. A l'ouverture de la campagne il sert sous le commandement du maréchal de Boufflers. 
Il fait la campagne de 1690 sous le maréchal de Lorges, et, en 1691, il est appelé en Flandre pour le siège de Mons. Le 3 juillet, le bruit s'étant répandu quele prince d'Orange, Guillaume, avait dessein d'assiéger Dinant, le colonel-lieutenant Michel François Le Tellier, marquis de Courtenvaux, qui avait déjà dans cette ville quelques compagnies de son régiment, sollicita et obtint la faveur de s'y jeter avec le reste du régiment. L'issue du combat de cavalerie livré à Leuze modifia les opérations des armées, et le régiment reprit sa place de bataille dans celle du maréchal de Luxembourg.
En 1692, le régiment de La Reine est au siège de Namur ou une compagnie de grenadiers prend le chemin couvert. Le 24 juin, une soixantaine d'hommes sortis d'Audenarde, sont tous tués ou pris. Un bataillon se trouve à la bataille de Steinkerque et combat avec le régiment de Navarre. Le régiment termine cette campagne par
le bombardement de Charleroi.
En 1693, le régiment est donné à Louis d'Ornaison, comte de Chamarande, fils d'un homme qui avait été valet de chambre du roi, et précédemment porte-parasol du cardinal Mazarin. Il était, dit Saint-Simon, fort joliment fait, discret, sage, respectueux et fort au gré des dames du meilleur air, et se distingua fort à la guerre. Le régiment de La Reine sert sur la Moselle, en Flandre et en Allemagne, revint à l'automne dans les Pays-Bas, et est employé pendant l'hiver entre la Lys et la mer. 
Il garde, en 1694, les côtes de la Normandie, fait la campagne suivante sur le Rhin et celle de 1696 en Flandre. 
En 1697, le maréchal de Villeroy, ayant appris que le prince d'Orange, Jean-Guillaume avait envoyé des renforts à l'électeur de Bavière qui manœuvrait sur la Meuse, détacha de son armée, le 12 juin, le régiment de La Reine et quelques autres, qui restèrent cantonnés à Pottes, sur l'Escaut. Cette même année, le régiment avait un détachement sur les côtes de la Basse-Bretagne et dans les îles . Les 3 bataillons du régiment étaient réunis à Strasbourg l'hiver suivant.
Le régiment fait la campagne de 1697 sur le Rhin. Un détachement de grenadiers se distingue le 12 juillet, à Steinbach (de), près Baden, dans un combat livré à la cavalerie du colonel Vaubonne.
En 1698, le régiment fait partie du camp de Coudun près de Compiègne.

#### Guerre de Succession d'Espagne
En 1701, dans le cadre de la guerre de Succession d'Espagne, les 3 bataillons passent en Flandre et y occupent quelques places au nom de Philippe V. Ils quittent ces places le 8 juin 1702, pour passer en Allemagne. Le régiment sort de Strasbourg avec le maréchal de Villars pour marcher vers Huningue, et, le 14 octobre, sa brigade combat en première ligne à Friedlingen, à côté des brigades de Champagne et de Bourbonnais. 
En février 1703, le régiment de La Reine, qui avait passé l'hiver à Bitche et Hombourg, se rend au siège de Kehl. Le 4 mars, il attaque le chemin couvert de l'ouvrage à cornes et l'emporte, malgré la vive résistance des assiégés. Le régiment contribue ensuite à l'attaque des lignes de Stollhofen, et, passant avec le maréchal de Villars en Bavière, il se trouve aux combats livrés dans la vallée de Hornberg et à combat de Munderckirchen, à la première bataille de Hochstedt, aux prises de Kempten, d’Augsbourg et d'Ulm.
En 1704, il sert sous les ordres du maréchal de Marsin et assiste à la deuxième journée de Hochstedt. Revenu sur le Rhin, il est mis en quartiers à Strasbourg. Cette même année, un détachement du corps gardait les débouchés des Alpes de Provence, se défendit, en juin, pendant sept jours dans le château de Cuébris, et fut enfin délivrée par le comte de Grignan. 
En 1705, le régiment servit sur la Moselle avec le maréchal de Villars, puis il partit, le 17 août, pour l'Italie . 
En 1706, il est au siège de Turin durant lequel ses grenadiers repoussèrent une sortie le 22 juin, et, le 16 juillet, le colonel-lieutenant N. d'Ornaison, marquis de Buzançois est tué d'une balle dans la tête. Après la malheureuse issue du siège de Turin, le régiment de La Reine rentra en France, et les 779 hommes qui lui restaient allèrent rejoindre le maréchal de Villars en Alsace. 
Le régiment se trouve, en 1707, à toutes les expéditions du maréchal de Villars, à la prise des lignes de Stolhofen et d'Ettlingen, et des villes de Pforzheim, de Winhing et de Schorndorf, et à la défaite du général Janus. 
L'année suivante, il est à l'armée de Flandre, assiste à la bataille d'Audenarde, et, pendant le siège de Lille, il demeure au camp de Meldert.
En 1709, le régiment de La Reine sert sous le commandement comte Albergotti et combat bravement à Malplaquet, où il est de la fameuse charge que maréchal de Villars conduisit lui-même contre les Anglais, maîtres du bois de Sart et durant lequel le colonel-lieutenant Louis Pierre Maximilien de Sully, duc de Béthune у est blessé.
Pendant les trois campagnes suivantes, le régiment continue de servir en Flandre. Après l'affaire de Denain, sa brigade est une des six qui sont envoyées avec le maréchal de Montesquiou pour s'emparer de Marchiennes. Le régiment sert aussi avec distinction à la prise du fort de Scarpe de Douai et à celle du Quesnoy. 
En 1713, il est à l'armée du Rhin et concourt à la prise de Landau, à la défaite du général Vaubonne et au siège de Fribourg. Dès le lendemain de l'ouverture de la tranchée, le 2 octobre, les assiégés lancent une sortie de 400 hommes sur la gauche de la tranchée qui était en l'air. Le régiment de La Reine se forma rapidement sur le revers de la tranchée et fit une décharge si à propos, que l'élan de l'ennemi fut rompu. Cependant, celui-ci se rallia, et il fallut une deuxième décharge faite à bout portant qui le força à se retirer dans le chemin couvert.
En 1714, le régiment de La Reine se rendit en Espagne, où les Catalans ne voulaient pas poser les armes. Il prit part aux opérations du siège de Barcelone. A l'assaut du 11 septembre, il avait la tête d'une des quatre colonnes qui pénétrèrent dans la place. 
Rentré peu après en France, il reçoit, le 1er février 1715, les hommes du régiment d'Eppeville qui venait d'être réformé.

#### Guerre de la Quadruple-Alliance
Engagé dans la guerre de la Quadruple-Alliance, le régiment de la Reine fait partie, en 1719, de l'armée des Pyrénées et se distingue à la prise de Castelléon.

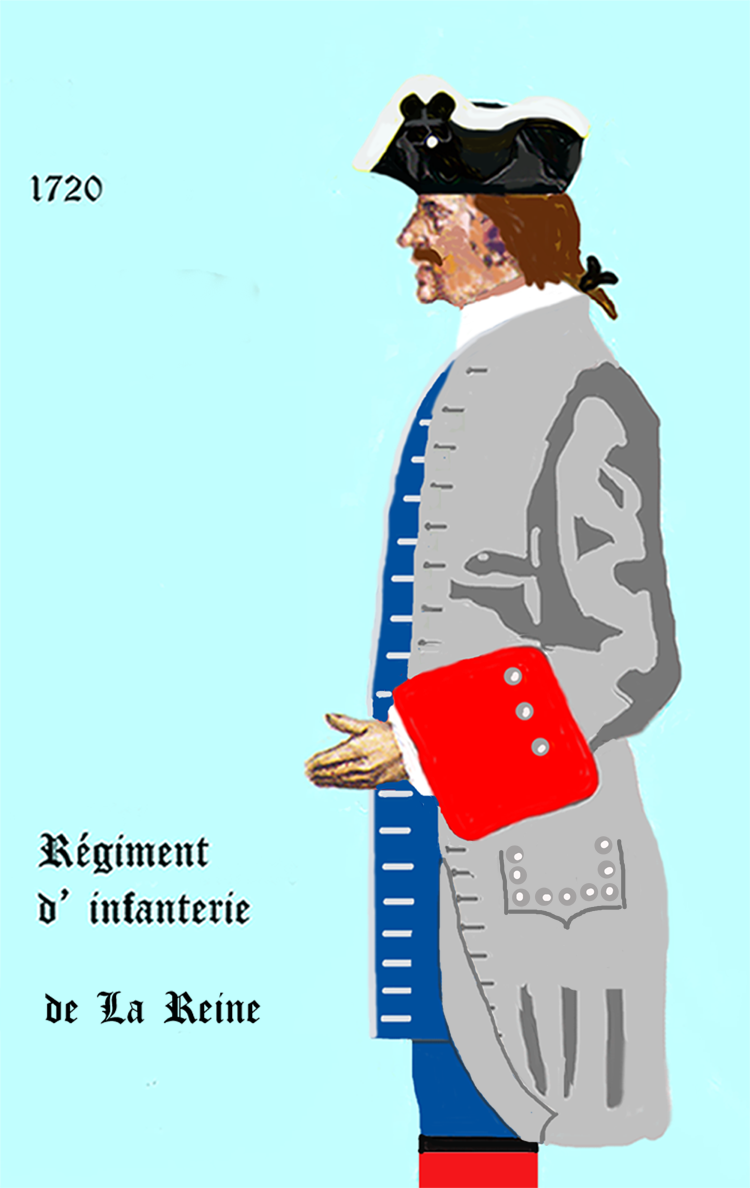
de 1720 à 1734

#### Guerre de Succession de Pologne
En 1733, dans le cadre de la guerre de Succession de Pologne il est à l'armée d'Italie et se trouve à la prise de Gera d'Adda et de Pizzighetone, et à l'occupation de Crémone. 
Il commence la campagne de 1734 par la prise de Tortone, de Novarre et de Serravalle puis il combat à Colorno, à Parme, sur la Secchia, et à Guastalla. 
Il contribue, en 1735, à la réduction de Revere, de Reggiolo et de Gonzague, et le 25 octobre il met en déroute un parti autrichien dans les gorges du Valpantena. 
Il rentre en France durant l'été 1736.

#### Guerre de Succession d'Autriche

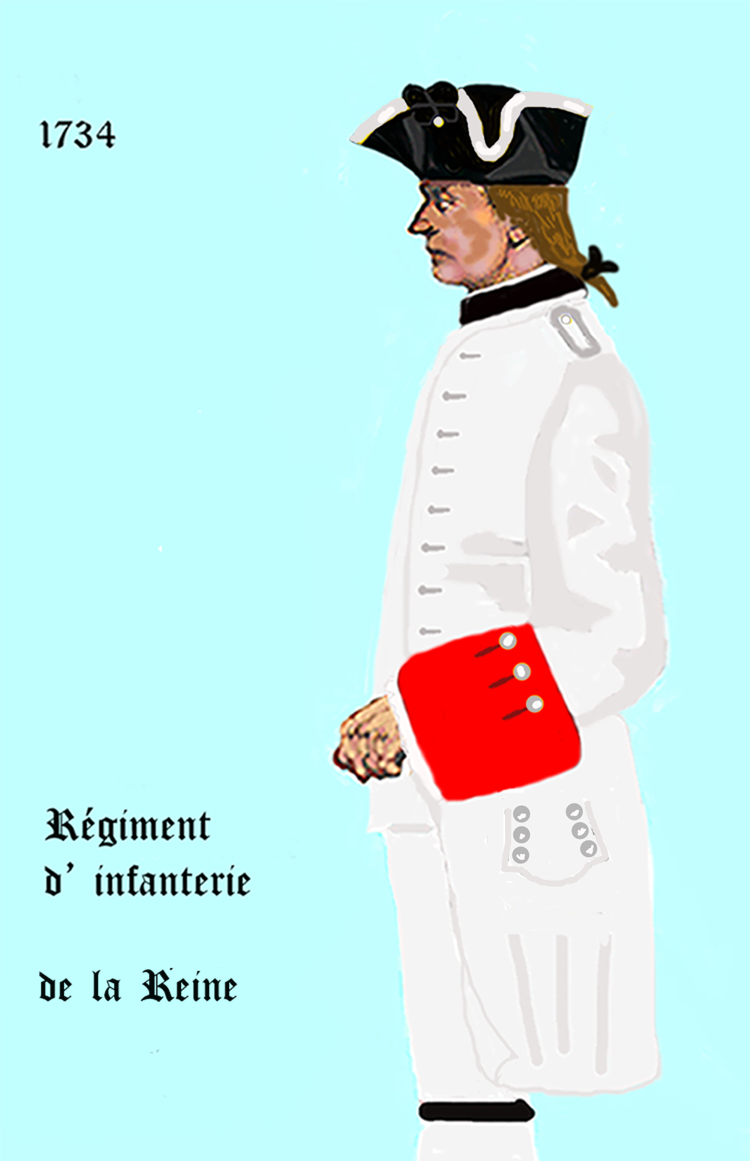
régiment de La Reine de 1734 à 1757

En 1741, il part, dans le cadre de la guerre de Succession d'Autriche, pour la Bohême avec le maréchal comte de Gassion. Il quitte Lauterbourg le 20 septembre avec le régiment de Piémont et arrive, le 16 octobre, à Amberg. Le 2 novembre, il est à Pilsen et il contribue, le 26 novembre, à l'occupation de Prague. Il est ensuite envoyé à Protiwein, et de là au camp de Piseck. Le 22 décembre, les Autrichiens tentent de surprendre ce camp. Ils sont vigoureusement reçus par les régiments de La Marine et de La Reine, et contraints à se retirer en désordre. Le lendemain, une compagnie de grenadiers du régiment, détachée pour observer leurs mouvements, se laisse sur prendre et est écrasée.
En janvier 1742, le régiment est envoyé à Wollin, poste important dont la possession assurait la communication de Strakonitz avec le château de Winterberg. Le 25 mai, le régiment de la Reine combat à Sahay et il se retire ensuite sous Prague. A ce moment, la guerre, les maladies et la misère l'avaient déjà réduit à 333 combattants. Il reçut quelques milices qui le mirent en état de prendre part à la défense de la ville. Sa brigade, qui comprenait les régiments de Tournaisis et de Foix, fait des prodiges de valeur à la grande sortie du 22 août, et y est écrasée. Pendant que les brigades de Navarre, d'Auvergne et du Roi renversaient tout sur leur passage et voyaient fuir les Autrichiens devant leurs baïonnettes, la brigade de La Reine , obligée de défiler homme par homme en présence d'un ennemi supérieur en nombre, et qui, à l'abri d'une bonne muraille crénelée, faisait un feu d'enfer, vit échouer tous ses efforts pour pénétrer jusqu'aux retranchements de l'ennemi. Trois fois elle revint à la charge avec une vigueur extraordinaire, et trois fois elle fut forcée de reculer, laissant le sol jonché de cadavres. Le colonel  René Marie de Froulay, comte de Tessé est tuer dans cette néfaste journée. Le régiment de La Reine quitte Prague le 16 décembre, abandonnant la plupart de ses officiers et ses plus braves soldats blessés ou malades dans les hôpitaux de la ville, et rentra en France en février 1743, après avoir partagé pendant la retraite les travaux et la misère du régiment de Piémont. Il passe cette année dans les garnisons d'Alsace, à remplir les vides de ses cadres. Au mois de juillet, malgré la rentrée d'un grand nombre d'écloppés, il ne comptait encore aux drapeaux que 60 officiers et 380 soldats.
En 1744, le régiment est dirigé vers les Alpes et prend part à la conquête du comté de Nice, se trouve à l'attaque des retranchements de Montalban et de Villefranche, aux prises de Château-Dauphin et de Démont, au siège de Coni et à la bataille de la Madonna de l'Olmo. 
Il franchit de nouveau les Alpes, en 1745, par la vallée de Spino, et contribue aux soumissions d'Acqui, de Serravalle, de Tortone, de Plaisance, de Parme et de Pavie. Il combat aussi à Rivarone et fit les sièges d'Alexandrie, de Valenza, d'Asti et de Casal. 
La campagne de 1746 ne fut pas moins bien remplie. Le régiment marcha au secours de Valenza, fait, au mois de mai, le siège d'Acqui, et se trouve, le 16 juin, à la bataille de Plaisance, où le colonel-lieutenant René Marie de Froulay, marquis de Tessé est si grièvement blessé qu'il dut quitter le service. Le régiment demeura quelque temps à Lodi, et il en sortit le 8 août pour regagner la France. Il assista ainsi, le 10 août, au sanglant combat livré sur les bords du Tidone, où l'ennemi, qui complait fermer la retraite des troupes françaises, est vigoureusement refoulé. Il sert ensuite à la défense de la Provence.
Il passe les premiers mois de la campagne de 1747 au camp de Tournoux, qu'il quitte, en juillet, pour marcher à l'attaque des retranchements du col de l'Assiette. Dans cette affaire, il est chargé, avec le régiment de Bourbonnais, d'attaquer la droite des Piémontais, sur le penchant de la montagne du côté d'Exilles, et il partage la gloire que s'acquit ce vieux corps. Le colonel-lieutenant Charles, marquis de Gouy d'Arcy y est blessé. Après cette fâcheuse journée, le régiment de La Reine se retire au camp de Barcelonnette, et, au mois d'août, au camp de Castellane. Il rejoint l'armée le 31 août, et il achève la campagne dans le comté de Nice. Il demeure sur le Var jusqu'à la paix, après laquelle, réduit à 2 bataillons, il va occuper la garnison de Montpellier.

#### Guerre de la Conquête
Le 3 mai 1755, le 2e bataillon du régiment de la Reine s'embarque à Rochefort avec le baron de Dieskau pour le Canada. En pleine guerre de Sept Ans, les forces anglaises cherchent en effet à prendre le contrôle de la Nouvelle-France (guerre de la Conquête). Ce bataillon sert dans cette colonie, sous les ordres du marquis de Montcalm, jusqu'aux désastres qui entraînèrent la couronne à renoncer par le traité de Paris aux rives du Saint-Laurent. Ce bataillon, le plus ancien de la petite armée de Montcalm, se trouva à tous les actes de cette lutte héroïque de six années : 
- le 8 septembre 1755, on le voit ainsi au secours du fort Saint-Frédéric ;
- en 1756 il est aux siège et bataille de Chouégan et d'Oswego, et il passe l'hiver à mettre en état de défense les forts Carillon et Saint-Frédéric ;
- en 1757, il fait le siège du fort Georges (siège dont Fenimore Cooper a fait un épisode de l'un de ses romans) ;
- le 8 juillet 1758, le bataillon défend avec acharnement les retranchements du fort Carillon et force l'ennemi à se retirer ;
- en 1759, il est à l'affaire du Saut-Montmorency, puis prend une part brillante à la défense de Québec ;
- en 1760, il se trouve à la glorieuse mais funeste bataille de Sainte-Foy, livrée le 28 avril sous les murs de Québec et, enfin à la défense de Montréal.

Après la capitulation de cette dernière ville, le bataillon s'embarque pour la France et rejoignit l'Allemagne, où se trouvait le reste du régiment.

#### Guerre de Sept Ans
Le 1er bataillon avait passé les quatre premières campagnes de la guerre de Sept Ans, dans les places.
Le 15 octobre 1760, le 1er bataillon est engagé à la bataille de Clostercamp. Le régiment, en entier, continue de servir en Allemagne en 1761 et 1762.

#### Période de paix

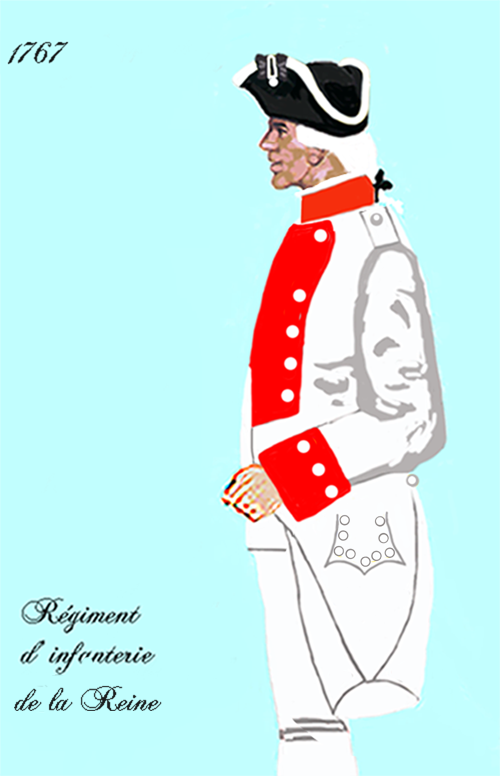
régiment de La Reine de 1762 à 1776
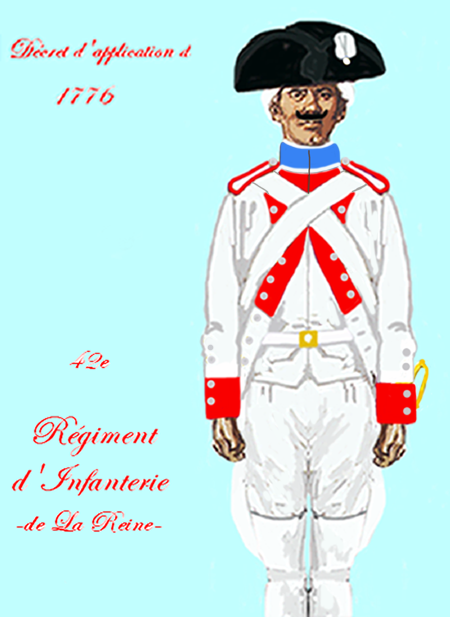
régiment de La Reine de 1776 à 1779
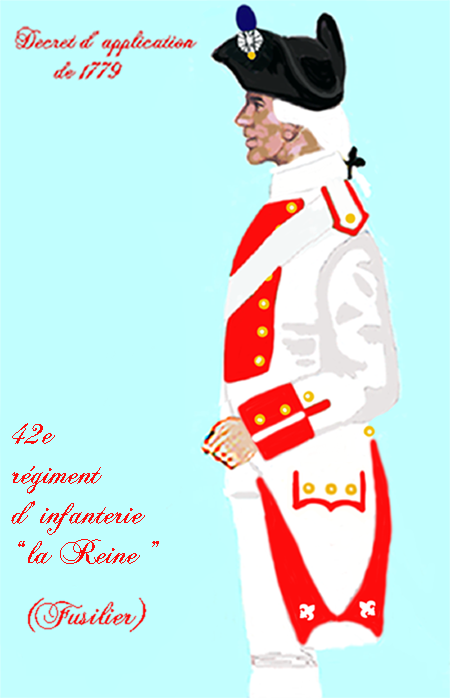
régiment de La Reine de 1779 à 1791

À la paix, il est mis en garnison, d'abord dans le Nord du royaume, puis dans le grand Ouest : stationné à Aire, il est à Maubeuge en mai 1763, à Dunkerque en avril 1764, à Valenciennes en novembre 1764, au Havre en septembre 1766, à Brest en novembre 1767 et à La Rochelle en octobre 1768. Au mois de novembre 1770, le 1er bataillon arrive à Besançon et le 2e bataillon s'établit à Versoix, sur le bord du lac de Genève. On retrouve le régiment à Lille, dès le commencement de 1771, puis il se rend à Landrecies en mars 1773, à Arras en septembre 1773, à Dunkerque en octobre 1775, à Béthune et Saint-Venant, en octobre 1777, à Pont-Audemer et Honfleur en mai 1778, au camp de Vaussieux en septembre 1778, et à Brest en octobre 1778. 
Un détachement, embarqué sur l'escadre de Monsieur de Vaudreuil, contribue, le 31 janvier 1779, sous les ordres du duc de Lauzun, à la reprise de Saint-Louis du Sénégal, et à la conquête de tous les forts et comptoirs de cette colonie envahis par les Anglais. 
Le gros du régiment se rendit, en avril 1779, à Lorient et Port-Louis, d'où il fut à Caen au mois de septembre et à Toul au mois de décembre. Le 1er mai 1780, le régiment de la Reine arrivait à Metz, d'où il détacha, en septembre 1781, son 1er bataillon à Montmédy et 4 compagnies du 2e bataillon à Longwy. Le corps était de nouveau réuni à Metz en octobre 1782, et il quitta cette ville en octobre 1783, pour se rendre à Valognes, où il demeura en garnison jusqu'à la Révolution. 
En juin 1786, le régiment de la Reine fait partie du voyage à Cherbourg, où le roi Louis XVI se rend pour visiter la rade et pour assister à l'immersion du 9e cône. 
Au mois de mai 1790, l'état-major et 4 compagnies du régiment de la Reine quittèrent Valognes pour se rendre à Cherbourg.

### 41erégiment d'infanterie de ligneci-devant La Reine

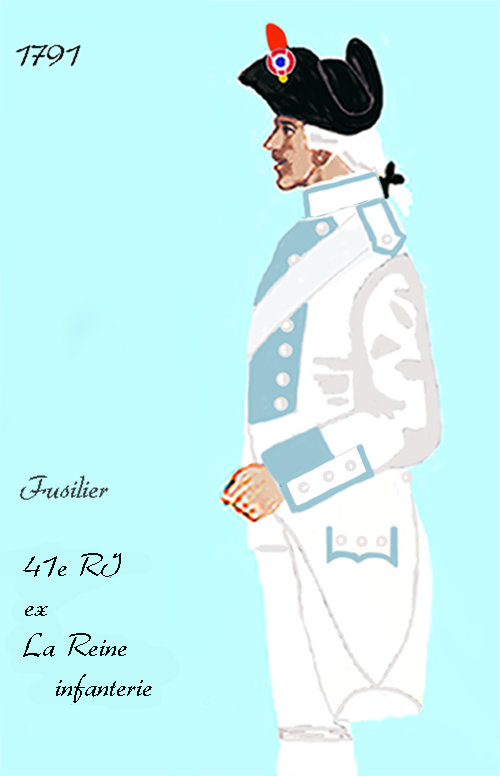
41e régiment d’infanterie de ligne de 1791 à 1796

L'ordonnance du 1er janvier 1791 fait disparaître les diverses dénominations, et les corps d'infanterie ne sont désormais plus désignés que par le numéro du rang qu'ils occupaient entre eux. Ainsi, 101 régiments sont renommés. Les régiments sont toutefois largement désignés avec le terme ci-devant, comme 41e régiment d'infanterie ci-devant La Reine.
En octobre 1791, le régiment avait un bataillon à Bayeux et l'autre à Valognes. Un mois plus tard, le 1er bataillon se dirigeait sur Vannes et le 2e bataillon sur Lorient.

#### Expédition de Saint-Domingue
Le 9 janvier 1792, le 2e bataillon s'embarque sur le Duguay-Trouin, pour passer à Saint-Domingue, d'où il n'est point revenu, ses débris ayant été versés dans les corps coloniaux.

#### Guerre de Vendée
Le 1er bataillon s'établit à Port-Louis en février 1792.
Il a fait toutes les campagnes des armées de l'Ouest, et s'est particulièrement signalé dans les combats livrés les 21, 22 et 23 novembre 1793 autour de Dol et d'Antrain, où il est sacrifié par Jean-Antoine Rossignol, improvisé général en chef de l'Armée des côtes de La Rochelle.
En 1795, lors de la descente des émigrés et des Anglais dans la presqu'ile de Quiberon, les 300 hommes du bataillon, encore debout, gardaient le fort de Penthièvre. Assaillis le 3 juillet par le feu des chaloupes anglaises et des batteries royalistes, dépourvus de vivres et de munitions de guerre, ces soldats, après une résistance de sept heures, se rendirent à discrétion. Les émigrés, pleins d'une folle confiance, eurent l'incroyable sottise de les incorporer dans leur régiment d'Hervilly. Ils poussèrent l'aveuglement jusqu'à laisser à la garde du fort une compagnie complète du 41e régiment d'infanterie ci-devant régiment de la Reine. Quand le général Hoche, pendant la nuit du 20 et par un temps d'orage, se présenta pour reprendre le fort de Penthièvre, ses colonnes furent guidées par deux sergents-majors, qui étaient parvenus à s'échapper et qui lui livrèrent même le mot d'ordre des émigrés. Les
troupes de Hoche, rebutées par l'affreux temps qui régnait sur l'isthme étroit où ils avaient à souffrir à la fois du vent, de la pluie et des boulets anglais, allaient renoncer à leur attaque quand, aux premières clartés du jour, ils aperçurent le drapeau tricolore flottant sur le fort Penthièvre. C'étaient les soldats du 41e régiment d'infanterie ci-devant régiment de la Reine qui avaient ouvert leurs portes à l'adjudant général Ménage et à 300 grenadiers.
Ce qui restait du 41e régiment d'infanterie ci-devant régiment de la Reine est entré directement, le 21 novembre 1796, à l'armée des côtes de l'Océan, dans la composition de la 86e demi brigade du second amalgame. 
Ainsi disparaît pour toujours le 41e régiment d'infanterie ci-devant La Reine, partageant le sort de tous ces vieux régiments qui depuis deux siècles avaient défendu si intrépidement la patrie contre toutes les coalitions.

## Sources et bibliographie
- M. Pinard, Chronologie historique-militaire, tomes 4, 7 et 8, Paris, Claude Herissant, 1761, 1764 et 1778
- Lieutenant général de Vault, Mémoires militaires relatifs à la guerre d'Espagne sous Louis XIV, vol. 1, Imprimerie Royale (Paris), 1835, 910 p. (lire en ligne).
- Louis Susane, Histoire de l'ancienne infanterie française, vol. 5, Paris, 1851 (lire en ligne), p. 79-106.